# Pietro Grossi (scrittore)
Pietro Grossi (Firenze, 19 aprile 1978) è uno scrittore italiano.

## Biografia
Cresce a Firenze, dove resta fino ai vent'anni.
Dal '99 al 2001, dopo un anno in giro per il mondo e un inverno di nuovo a Firenze al corso di laurea in Filosofia, frequenta la Scuola Holden, creata da Alessandro Baricco a Torino.
Il suo esordio letterario è datato giugno 2000: Touché, pubblicato dalla casa editrice Pagliai Polistampa in una collana di letteratura italiana diretta da Enzo Siciliano.
Dal 2001 al 2002 si trova a New York, dove studia regia e religioni comparate, lavora con una società di produzione cinematografica e come traduttore.
Dal 2002 al 2006 vive prima a Roma poi a Milano, lavorando come correttore di bozze, barman, traduttore e infine copywriter in una grande agenzia pubblicitaria. Collabora saltuariamente con il cinema.
Nel 2006 esce la raccolta di racconti Pugni, edito da Sellerio Editore. Raggiunge le finali di molti premi letterari, tra cui Premio Viareggio e Premio Strega. Vince il Premio Cocito Montà D'alba, il Premio Chiara, il Premio Fiesole Narrativa Under 40 e il Premio Pistoia del Ceppo. Nel 2010 la versione inglese, Fists, edita da Pushkin Press, arriva in finale all'Independent Foreign Fiction Prize, premio per la letteratura straniera concesso dal quotidiano Independent, e vince il Premio Campiello Europa 2010.
Nell'autunno 2007 esce il suo secondo romanzo, L'acchito, sempre per la Sellerio Editore. Suoi racconti sono usciti su Nuovi Argomenti e su antologie di Fandango e Arnoldo Mondadori Editore.
Incanto (Mondadori, 2011) ha vinto il Premio Nazionale Letterario Pisa 2012 per la Narrativa. Il passaggio (2016) ha conquistato il Premio Procida-Isola di Arturo-Elsa Morante.

## Opere
- Touché, Firenze, Pagliai Polistampa, 2000 ISBN 88-8304-186-0.
- Pugni, Palermo, Sellerio, 2006 ISBN 88-389-2092-3.
- L'acchito, Palermo, Sellerio, 2007 ISBN 88-389-2246-2.
- Martini, Palermo, Sellerio, 2010 ISBN 978-88-389-2490-3.
- Incanto, Milano, Mondadori, 2011 ISBN 978-88-04-61375-6.
- L'uomo nell'armadio, Milano, Mondadori, 2015 ISBN 978-88-04-65049-2.
- Il passaggio, Milano, Feltrinelli, 2016 ISBN 978-88-07-03209-7.
- Orrore, Milano, Feltrinelli, 2018 ISBN 978-88-07-03296-7.

## Antologie
- Demoni, La matematica del gol, 2007, Fandango
- A certe cose ci pensi tardi, A occhi aperti. Le nuove voci della narrativa italiana raccontano la realtà, 2008, Arnoldo Mondadori Editore